# 陈子龙
陳子龍（1608年—1647年），字卧子，号轶符，晚号大樽，明末政治人物、诗人，直隸松江府华亭县（今上海市松江区）人，青浦縣籍。

## 生平
陳子龍由祖母撫養長大，天启三年（1623年）十六岁參加童子试。崇祯元年（1628）与湖广宝庆府邵阳县知县张轨端之女結婚。崇禎三年（1630年）中式庚午科應天鄉試舉人，崇禎十年（1637年）登丁丑科進士，刑部觀政，出任广东惠州府推官，十三年補浙江绍兴府推官。十五年浙江同考，十六年入计，吏部举廉卓天下第一，十七年二月升吏部文选司主事，三月行取兵科給事中。福王於南京即位，復官南京兵科给事中，巡视京营。上防守要策，請召還前吏部尚書鄭三俊，朝廷不聽，隔年二月，以奉养父母為由離開朝廷。
後出家，法名信衷。屡次起兵抗清，後聯絡太湖反清武裝，圖謀起事，最终兵败逃亡。夏之旭自杀后，陈子龙到密友侯岐曾的仆人刘驯家里躲避，又逃至其婿昆山顾天逵兄弟处。不久在吴县潭山顾天逵祖墓被操江都御史陈锦所逮捕，永曆元年（清顺治四年，1647年）6月15日夜间，在登船前往江宁的途中穿过跨塘桥时，陈子龙挣断镣铐，投河自殺死，被割下首级，抛尸河中。陈子龙的学生們捞其遗体，将其安葬于陈氏坟地。乾隆間追諡忠裕。

## 成就

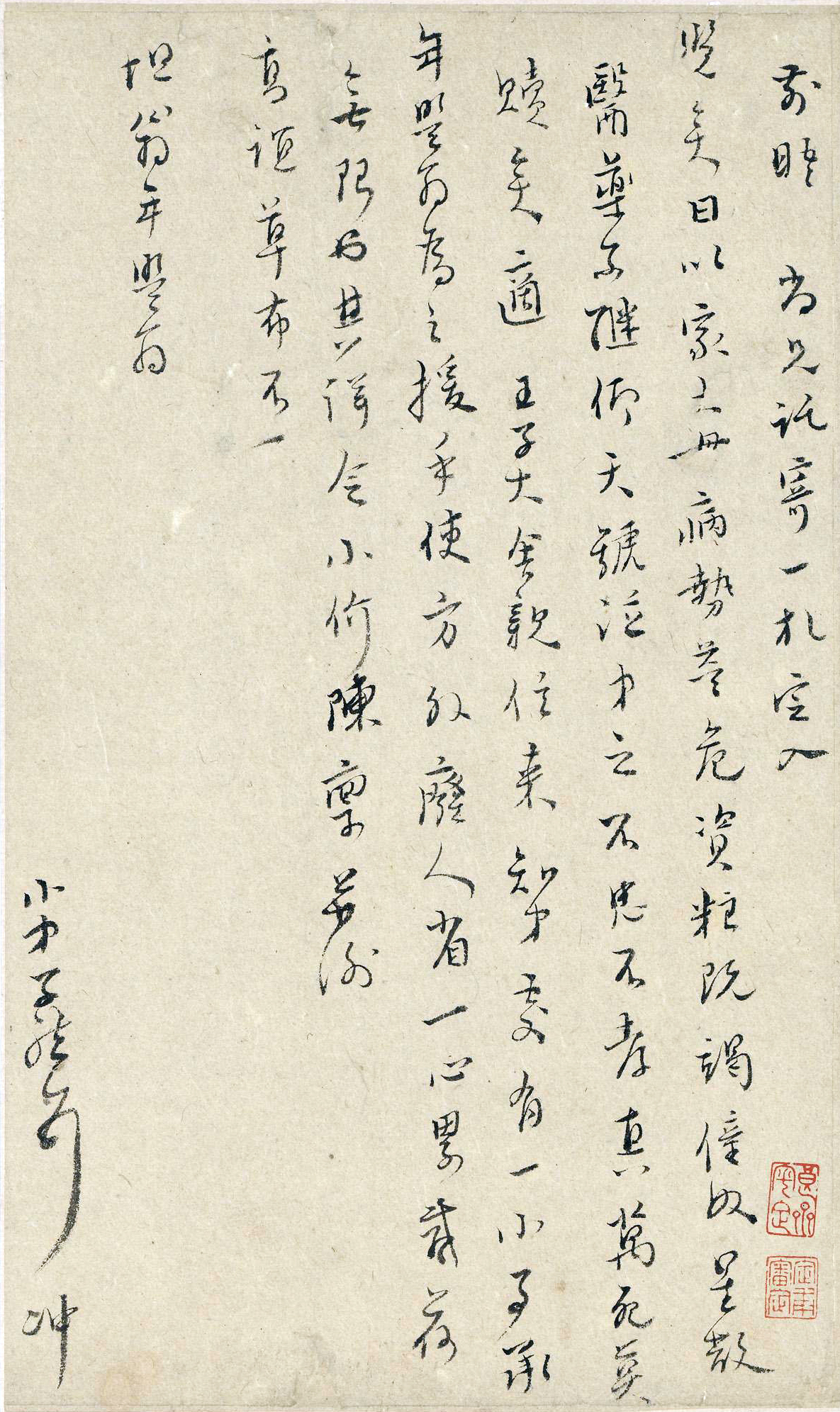
陈子龙行书手札

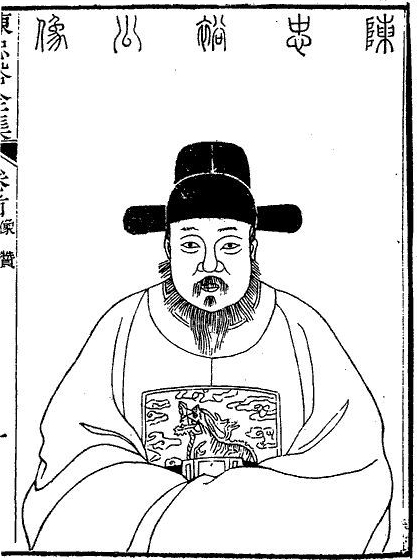
《陳忠裕全集》之陳子龍像

陈子龙擅長詩文，师法黄道周，與錢謙益、吳偉業齊名。有弟子夏完淳。
崇祯初年（1628年）陈子龙、夏允彝、徐孚远、彭宾、杜麟徵、周立勋六人组成文社畿社。夏允彝說陳子龍“自騷賦詩歌古文辭以下，迨博士業，莫不精造而橫出。”沈雄說他“文高兩漢，詩軼三唐，蒼勁之氣與節義相符。”時人公推為雲間派之盟主，人稱“云间绣虎”，其後又有西泠十子，皆出陈子龙之門。可知陈子龙诗歌成就极高，尤其擅长七言古诗，七言律诗，七言绝句也有不少佳作。钱锺书《谈艺录》称“陈卧子结有明三百年唐诗之局”，又說“大才健笔，足殿明诗而无愧”。著作收入《陈忠裕公全集》，编有《皇明经世文编》。

## 其他
陳寅恪曾考證陳子龍與柳如是一度相戀之關係。崇禎八年（1635年）陳與柳曾短暫同居松江南樓，兩人感情深摯。然而終不得諧連理，由於陳妻張氏不能相容，柳最後離去。

## 家族
曾祖陈钺。祖父陈善谟，以子貴封承德郎刑部山西司主事。父陈所闻，己未進士，工部屯田司主事。

## 影视形象
- 2012年電影《柳如是》 冯绍峰饰陈子龙

## 研究書目
- 孫康宜著，李奭學譯：《陳子龍柳如是詩詞情緣》（台北：允晨文化實業股份有限公司，1992）。
- 叶嘉莹：〈从一个新的理论角度谈令词之潜能与陈子龙词之成就 （页面存档备份，存于）〉。
- 金原泰介：〈幾社八股文的思想──以陳子龍為考察中心 （页面存档备份，存于）〉。